# Aketzalli González Santiago
Aketzalli González Santiago (Milpa Alta, CDMX) es una bióloga, investigadora, periodista y divulgadora de ciencia mexicana. En 2021 fue galardonada con la Medalla Hermila Galindo por sus investigaciones científicas en favor de la igualdad de género y los derechos de las mujeres. 

## Trayectoria académica
Desde muy joven, se interesó por el estudio de las ciencias, pero también de la literatura. Estudio la licenciatura de biología en la Facultad de Ciencias de la Universidad Nacional Autónoma de México (UNAM), obteniendo su título universitario en 2017. Posteriormente ingresó a la Maestría de Docencia para la Educación Media Superior en la misma universidad, obteniendo el grado en 2022.  
Se ha especializado en la enseñanza y comunicación de las ciencias a través de las narraciones y el enfoque de género, así como en la historia y filosofía de la biología, principalmente en la relación de la ciencia con la literatura. Durante el posgrado realizó investigaciones en el área de innovación educativa, enfocándose en la enseñanza de la evolución humana con enfoque de género. Su trabajo pretende dejar atrás sesgos sobre las mujeres (en el contexto evolutivo), a quienes se ilustra como sujetos pasivos, que dependían de la protección del macho. 

### Comunicación de la ciencia
Como comunicadora de la ciencia ha trabajado en instituciones como Universum, la Agencia Informativa de CONAHCYT, TV UNAM, y en la Secretaría de las Mujeres de la Ciudad de México. Se desempeña en el teatro científico, la cinematografía y el periodismo científico. Ha impartido múltiples talleres de comunicación de la ciencia desde una perspectiva feminista y a favor de la igualdad de género en las artes y ciencias. 
Es integrante y fundadora del colectivo de comunicación La Bombilla IluminArte conCiencia. Fungió como coordinadora general en el periodo 2020-2021. Es también conductora y creadora de contenido en Manual Para Curiosos dentro de la misma plataforma. 
Forma parte de la Red Mexicana de Periodistas de Ciencia, A.C, Recreación en Cadena A.C y CIMAC Noticias. Durante la pandemia por COVID-19 formó parte del equipo de #COVIDconCIENCIA, un grupo de científicos y periodistas encargados de verficar y comunicar los últimos detalles de la crisis sanitaria al público en general en español, maya, otomí y purépecha.  

## Premios y reconocimientos
En 2015, obtuvo el primer lugar en el concurso nacional de audiovisual Descubramos a las Científicas Mexicanas en la categoría La ciencia desde el ojo femenino. Evento organizado por la Academia Mexicana de Ciencias y la Red Interamericana de Academias de Ciencias. 
En 2021 recibió la Medalla Hermila Galindo por realizar investigaciones científicas a favor de la representación de las mujeres e la evolución humana. Su nominación corrió a cargo de la organización Diversidad, Cultura, Género, Alimentación y Ciencia en reconocimiento de su investigación académica y su trabajo de comunicación de la ciencia a para poblaciones vulnerables y miembros de la comunidad LGBTQ+. 

## Aportaciones académicas
- González Santiago, Aketzalli (2025). «La narrativa y las imágenes para la enseñanza de la evolución humana con perspectiva de género». En Ana Rosa Barahona Echeverría, Erica Torrens Rojas y Alicia Villela González (coords.), Historias transnacionales y redes de colaboración: Confluencias en la construcción del conocimiento científico (pp. 123–140). Universidad Nacional Autónoma de México. ISBN 978-607-587-125-7
- Gonzáles Santiago, Aketzalli y López Gonzáles, Sara Itzel. (2022). Enseñar y aprender evolución humana con enfoque de género. Anuario Colombiano de Ética 3 (4), pp. 411- 427.